# Mattias Ohlin
Rolf Lennart Mattias Ohlin (Trelleborg, 4 de febrero de 1978) es un deportista sueco que compitió en natación.
Ganó cuatro medallas en el Campeonato Mundial de Natación en Piscina Corta entre los años 1999 y 2002, y tres medallas en el Campeonato Europeo de Natación entre los años 1999 y 2002.
Participó en dos Juegos Olímpicos de Verano, en los años 2000 y 2004, ocupando el sexto lugar en Sídney 2000, en la prueba de 4 × 100 m libre.

## Palmarés internacional
| Campeonato Mundial en Piscina Corta | Campeonato Mundial en Piscina Corta | Campeonato Mundial en Piscina Corta | Campeonato Mundial en Piscina Corta |
| Año                                 | Lugar                               | Medalla                             | Prueba                              |
| ----------------------------------- | ----------------------------------- | ----------------------------------- | ----------------------------------- |
| 1999                                | Hong Kong (China)                   | Medalla de plata                    | 4 × 100 m estilos                   |
| 1999                                | Hong Kong (China)                   | Medalla de bronce                   | 4 × 100 m libre                     |
| 2000                                | Atenas (Grecia)                     | Medalla de oro                      | 4 × 100 m libre                     |
| 2002                                | Moscú (Rusia)                       | Medalla de plata                    | 4 × 100 m libre                     |
| Campeonato Europeo                  |                                     |                                     |                                     |
| Año                                 | Lugar                               | Medalla                             | Prueba                              |
| 1999                                | Estambul (Turquía)                  | Medalla de bronce                   | 4 × 100 m estilos                   |
| 2000                                | Helsinki (Finlandia)                | Medalla de plata                    | 4 × 100 m estilos                   |
| 2002                                | Berlín (Alemania)                   | Medalla de plata                    | 4 × 100 m libre                     |